# Włókniarz Zgierz (piłka nożna)
Włókniarz Zgierz – polski klub piłkarski.
Powstał jako sekcja klubu Włókniarz Zgierz.
Największe jej sukcesy to występy w III lidze. Podobnie jak w hokeju drużyna toczyła wiele zaciętych pojedynków z Borutą w derbach Zgierza. Stadion znajduje się przy ulicy Musierowicza 3.
Obiekty:
- Boisko do piłki nożnej 104x70 m z widownią na 600 miejsc i bieżnią o długości 400 m
- Boiska do piłki nożnej 102x75 m oraz 70x50 m
- Boisko do piłki plażowej

Obecnie klub prowadzi Łukasz Bartczak. W sezonie 2009/2010 zespół awansował do IV ligi (grupa łódzka). Po sezonie 2012/2013 zespół seniorów został wycofany z IV ligi z powodu kłopotów finansowo-organizacyjnych.

## Sezony
- 1998/1999: V liga – 11. miejsce
- 1999/2000: V liga – 15. miejsce
- 2000/2001: A klasa
- 2002/2003: B klasa
- 2003/2004: B klasa grupa Łódź II – 1. miejsce
- 2004/2005: A klasa grupa Łódź II – 2. miejsce
- 2006/2007: A klasa grupa Łódź II – 11. miejsce
- 2007/2008: A klasa grupa Łódź II – 3. miejsce
- 2008/2009: A klasa grupa Łódź II – 1. miejsce
- 2009/2010: V liga – 1. miejsce
- 2010/2011: IV liga – 5. miejsce
- 2011/2012: IV liga – 16. miejsce
- 2012/2013: IV liga – 17. miejsce
- 2013/2014: Klub nie brał udziału w rozgrywkach
- 2014/2015: Klub nie brał udziału w rozgrywkach
- 2015/2016: B klasa grupa Łódź III – 2. miejsce
- 2016/2017: A klasa grupa Łódź III – 4. miejsce
- 2017/2018: A klasa grupa Łódź II – 9. miejsce
- 2018/2019: A klasa grupa Łódź II – 5. miejsce
- 2019/2020: A klasa grupa Łódź II – 2. miejsce
- 2020/2021: A klasa grupa Łódź II – 1. miejsce
- 2021/2022: Klasa okręgowa grupa Łódź – 13. miejsce
- 2022/2023: Klasa okręgowa grupa Łódź – 8. miejsce
- 2023/2024: Klasa okręgowa grupa Łódź – 4. miejsce
- 2024/2025: Klasa okręgowa grupa Łódź – 10. miejsce